# Renato Piccolo
Renato Piccolo (nascido em 31 de dezembro de 1962) é um ex-ciclista profissional italiano que participava em competições de ciclismo de estrada. Competiu na estrada individual, prova realizada nos Jogos Olímpicos de 1984 em Los Angeles, nos Estados Unidos.